# Młyniec (Lelkowo)
Pour les articles homonymes, voir Młyniec.
Młyniec est un village polonais de la voïvodie de Varmie-Mazurie, dans le powiat de Braniewo.